# Kepler-25
 (juin 2025).
Désignations
Kepler-25 est une étoile jaune-blanc de la séquence principale de type spectral F8 située dans la constellation de la Lyre, à environ 243,25 parsecs de la Terre.

## Caractéristiques physiques
Cette étoile est de type spectral F8.
Sa température effective est d'environ 6354 K.
Sa masse est estimée à 1,17 fois celle du Soleil.
Son rayon est d'environ 1,32 fois celui du Soleil.
Sa luminosité est d'environ 2,93 fois celle du Soleil.

## Observation
Ses coordonnées célestes sont : ascension droite 19h 06m 33,21s, déclinaison +39° 29′ 16,45″.

## Système planétaire
| Planète     | Masse   | Demi-grand axe (ua) | Période orbitale (jours) | Excentricité | Inclinaison | Rayon   |
| ----------- | ------- | ------------------- | ------------------------ | ------------ | ----------- | ------- |
| Kepler-25 b | 0,03 MJ | 0,07                | 6,24                     | 0,003        | 92,83°      | 0,25 RJ |
| Kepler-25 c | 0,05 MJ | 0,11                | 12,72                    | 0,006        | 92,76°      | 0,47 RJ |
| Kepler-25 d | 0,23 MJ | 0,42                | 122,40                   | 0,130        |             | 0,89 RJ |